# ブライアン・サラゴサ
ブライアン・サラゴサ・マルティネス（Bryan Zaragoza Martínez, 2001年9月9日 - ）は、スペイン・アンダルシア州マラガ出身のサッカー選手。CAオサスナ所属。スペイン代表。ポジションはFW。

## クラブ経歴
アンダルシア州のマラガに生まれ、2019年にグラナダCFのカンテラに入団。Bチーム昇格と同時に2020-21シーズンはCDエル・エヒドへレンタル移籍をした。エル・エヒドでは、相手を切り裂くドリブルで数多くの決定機を演出した一方で、当時の監督からは、オフザボールの動きやゴール前での動き出しなど戦術面でまだまだ成長の余地があることを言及された。
レンタルバック後からおよそ1年後の2022年9月12日、セグンダ・ディビシオンのSDエイバル戦にて、ミルト・ウズニとの途中交代でプロデビューを飾った。グラナダがプリメーラ・ディビシオンへ復帰して迎えた2023-24シーズンは、開幕から切れ味鋭いドリブルやスピードを武器に一部の舞台でも活躍出来ることを証明し、10月8日に行われた第9節のホームFCバルセロナ戦では2ゴールを挙げて2-2の引き分けに貢献した。
2023年12月6日、2024-25シーズンからFCバイエルン・ミュンヘンへ移籍することが発表された。
2024年2月1日、バイエルン・ミュンヘンでけが人が多発していたことから当初の予定が変更され、2024年6月30日までFCバイエルン・ミュンヘンにレンタルで加入することが発表された。
2024年8月9日、CAオサスナにレンタル移籍した。

## 代表経歴
2023年10月12日、UEFA EURO 2024予選のスコットランド代表戦でA代表初出場。

## タイトル
グラナダ
- セグンダ・ディビシオン : 1回 (2022-23)